# Sauber C19
Chronologie des modèles (2000)
Sauber C18 Sauber C20
La Sauber C19 est la monoplace de Formule 1 engagée par l'écurie Sauber lors de la saison 2000 de Formule 1. Elle est pilotée par le Brésilien Pedro Diniz et le Finlandais Mika Salo. Les pilotes d'essais sont le Finlandais Kimi Räikkönen et le Brésilien Enrique Bernoldi. La C19 est mue par un moteur Ferrari 048, rebadgé Petronas.

## Historique

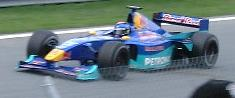
Pedro Diniz, sur Sauber C19, termine dixième du Grand Prix du Canada 2000.

La Sauber C19 est une évolution de sa devancière, la Sauber C18. Elle s'en distingue par un nouvel aileron avant et un poids plus léger qui permet d'améliorer son équilibre. La monoplace suisse s'avère fiable avec neuf abandons sur toute la saison.
La saison commence par une sixième place obtenue par Mika Salo au Grand Prix inaugural en Australie tandis que Pedro Diniz abandonne à cause d'un problème de transmission. Le pilote finlandais est par la suite disqualifié en raison d'un aileron avant non conforme au règlement technique. Au Grand Prix suivant, au Brésil, aucune Sauber ne prend part à la course : l'aileron arrière des deux monoplaces est défectueux et l'écurie suisse juge trop dangereux de courir. Au Grand Prix de Saint-Marin, Mika Salo marque le point de la sixième place, performance qu'il réitère au Grand Prix d'Autriche,. Il marque également des points à Monaco et en Allemagne et domine tout au long de la saison Pedro Diniz qui stagne en milieu de peloton,.
À la fin de la saison, Sauber termine à la huitième place du championnat des constructeurs avec six points, tous marqués par Mika Salo qui prend la onzième place du championnat des pilotes. Ce dernier quitte l'écurie suisse pour rejoindre Toyota F1 Team qui prépare son arrivée en Formule pour la saison 2002. Pedro Diniz prend quant à lui sa retraite sportive.

## Résultats en championnat du monde de Formule 1

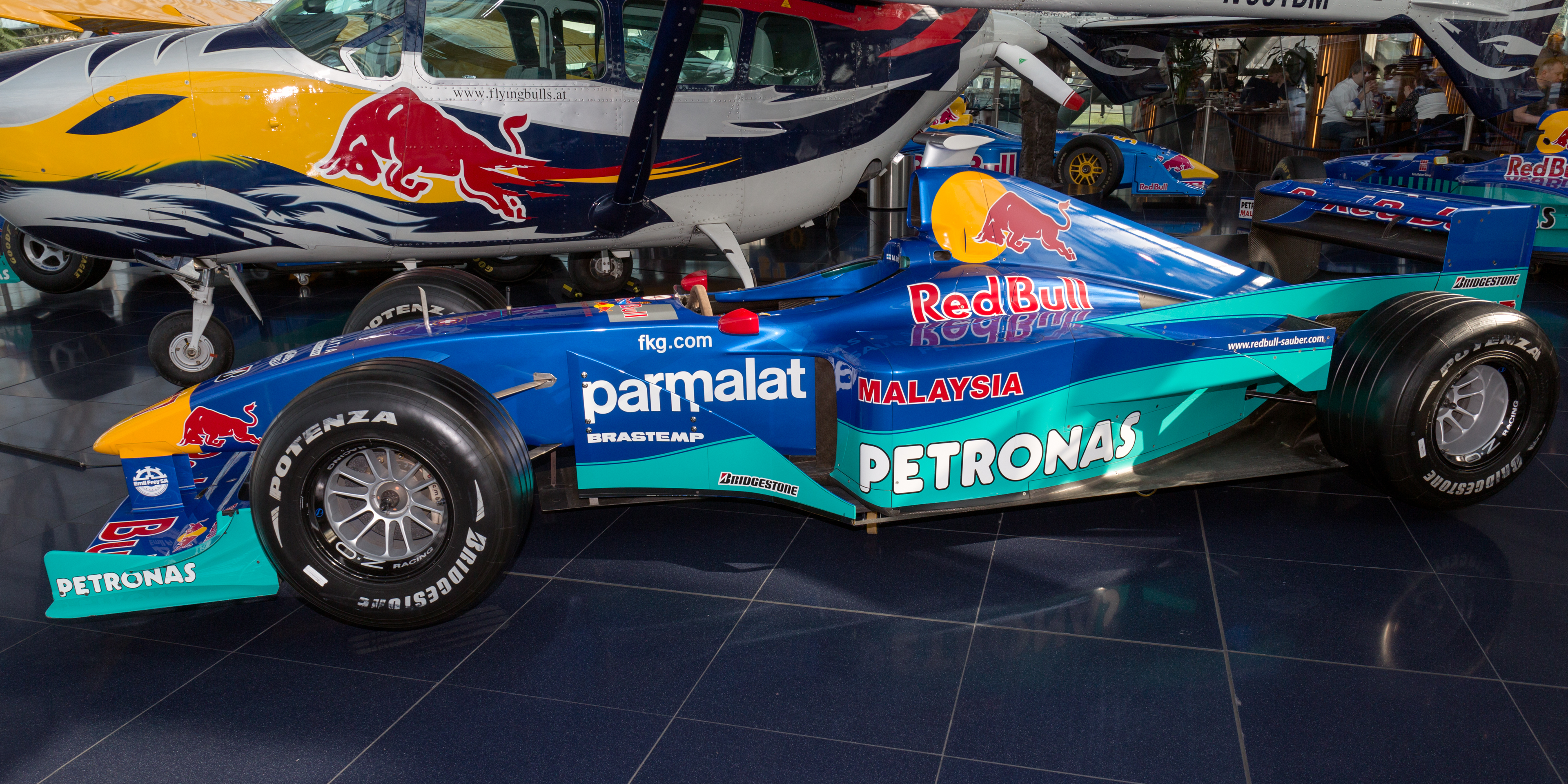
La Sauber C19 de Mika Salo exposée à Salzbourg.

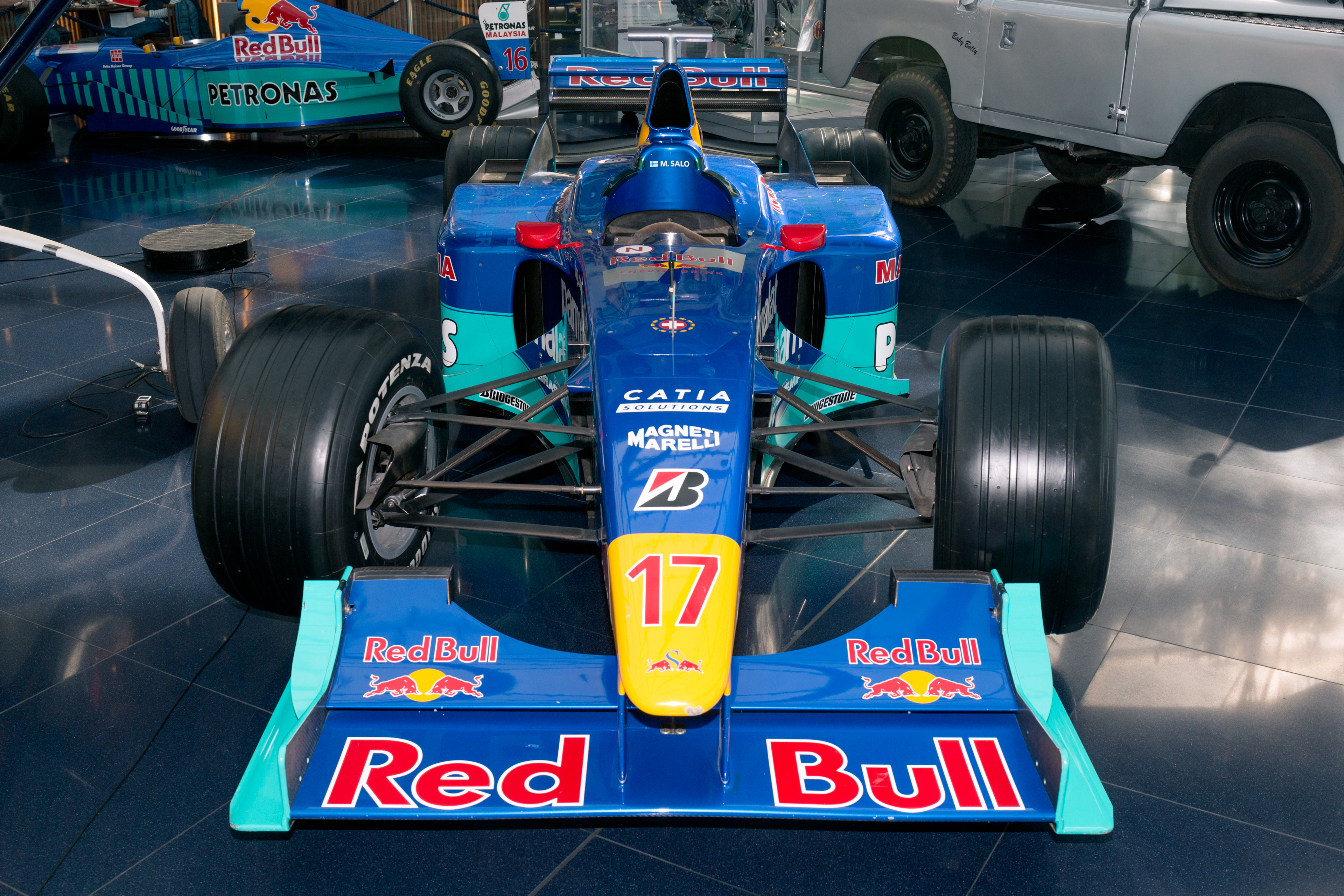
L'avant de la Sauber C19.

| Saison | Écurie                   | Moteur               | Pneus       | Pilotes     | Courses | Courses | Courses | Courses | Courses | Courses | Courses | Courses | Courses | Courses | Courses | Courses | Courses | Courses | Courses | Courses | Courses | Points inscrits | Classement |
| Saison | Écurie                   | Moteur               | Pneus       | Pilotes     | 1       | 2       | 3       | 4       | 5       | 6       | 7       | 8       | 9       | 10      | 11      | 12      | 13      | 14      | 15      | 16      | 17      | Points inscrits | Classement |
| ------ | ------------------------ | -------------------- | ----------- | ----------- | ------- | ------- | ------- | ------- | ------- | ------- | ------- | ------- | ------- | ------- | ------- | ------- | ------- | ------- | ------- | ------- | ------- | --------------- | ---------- |
| 2000   | Red Bull Sauber Petronas | Petronas SPE-04A V10 | Bridgestone |             | AUS     | BRÉ     | SMR     | GBR     | ESP     | EUR     | MON     | CAN     | FRA     | AUT     | ALL     | HON     | BEL     | ITA     | USA     | JAP     | MAL     | 6               | 8e         |
| 2000   | Red Bull Sauber Petronas | Petronas SPE-04A V10 | Bridgestone | Pedro Diniz | Abd     | Np      | 8e      | 11e     | Abd     | 7e      | Abd     | 10e     | 11e     | 9e      | Abd     | Abd     | 11e     | 8e      | 8e      | 11e     | Abd     | 6               | 8e         |
| 2000   | Red Bull Sauber Petronas | Petronas SPE-04A V10 | Bridgestone | Mika Salo   | Dsq     | Np      | 6e      | 8e      | 7e      | Abd     | 5e      | Abd     | 10e     | 6e      | 5e      | 10e     | 9e      | 7e      | Abd     | 10e     | 8e      | 6               | 8e         |

Légende : ici 